# 東洋ドライルーブ
東洋ドライルーブ株式会社（英: Toyo drilube  Co., Ltd.）は、固体被膜潤滑剤を用いた特殊潤滑被膜であるドライルーブ製品の研究開発・製造からコーティング加工までを一貫して行っている企業である。本社を東京都世田谷区代沢に置く。

## 会社概要
1962年（昭和37年）7月に固体被膜潤滑剤の専門会社として米DRILUBE社（現・All Metals Processing of Orange County,LLC）との技術提携により設立。
「ドライルーブ」は東洋ドライルーブの商標であり、固体潤滑剤である二硫化モリブデンやフッ素樹脂などを含有した乾燥した被膜がオイルやグリースの代わりとして潤滑減摩性や塗装被膜の保護耐蝕性等の効果を兼備した多機能被膜である。

## 沿革
- 1962年（昭和37年）7月 - 東京都世田谷区に資本金500万円で東洋ドライルーブ株式会社を設立。米国DRILUBE社（現・All Metals Processing of Orange County,LLC）よりドライルーブ製品の東洋地域総販売権及び加工権を取得。
- 1975年（昭和50年）4月 - 神奈川県相模原市にドライルーブ製品の研究所を開設。
- 1982年（昭和57年）8月 - 神奈川県相模原市にドライルーブ製品のコーティング加工事業を行う工場を開設。
- 1985年（昭和60年）3月 - 群馬県太田市にドライルーブ製品のコーティング加工事業を行う工場を開設。
- 1988年（昭和63年）3月 - 愛知県春日井市にドライルーブ製品のコーティング加工事業を行う工場を開設。
- 1989年（平成元年）10月 - 神奈川県愛甲郡愛川町にある愛川ハイテク団地に相模原市の研究所と加工工場を移転。
- 2002年（平成14年）6月 - 中国広東省中山市の中山三民金属処理有限公司へ出資。
- 2004年（平成16年）8月 - 中国江蘇省昆山市に昆山三民塗頼電子材料技術有限公司を設立。
- 2008年（平成20年）
  - 1月 - 中国広東省広州市に広州徳来路博科技有限公司を設立。
  - 2月 - ジャスダック証券取引所に上場。
- 2010年（平成22年）7月 - タイのアマタナコーン工業団地にDRILUBE(THAILAND)CO.,LTD.を設立。
- 2012年（平成24年）5月 - 同アマタナコーン工業団地内にDRILUBE(THAILAND)CO.,LTD.を移設。
- 2013年（平成25年）3月 - ベトナムのドンバンⅡ工業団地内にDRILUBE VIETNAM CO.,LTD.を設立。
- 2019年（平成31年）4月 - 長野県上伊那郡にある長野ドライルーブ株式会社を子会社化。
- 2020年（令和2年）7月 - 子会社である大分ドライルーブ株式会社が、株式会社萬松の破産管財人から九州事業所を譲受[1][2]。

## 事業拠点
国内事業拠点
- 本社：東京都
- 技術開発センター：神奈川県
- 群馬事業部：群馬県
- 愛知事業部：愛知県

国内子会社
- 長野ドライルーブ株式会社
- 大分ドライルーブ株式会社

海外子会社
- 広州徳来路博科技有限公司
- DRILUBE(THAILAND)CO.,LTD.
- DRILUBE VIETNAM CO.,LTD.

海外関連会社
- 中山市三民金属処理有限公司
- 昆山三民塗頼電子材料技術有限公司